# Гвадалахарская операция
Гвадалаха́рская операция (исп. Batalla de Guadalajara) — сражение Испанской гражданской войны, завершившийся решительной победой республиканцев над превосходящими по численности силами националистов, поддерживаемых итальянскими интервентами. Победа была достигнута в результате успешного проведения контрнаступления частями республиканской армии.

## Военно-оперативная ситуация

### Республиканцы
Опасаясь окружения Мадрида с юга, республиканское командование было вынуждено задействовать в предстоящей операции все имевшиеся резервы. К этому времени и Южный, и Центральный фронты практически не имели свободных оперативных резервов, а на их создание потребовалось бы как минимум полмесяца. Что касается резерва главного командования, то в нём остались лишь две плохо обученных бригады, страдавших от нехватки вооружения, а также ряд отдельных батальонов. Рассчитывать на отвлечение сил с Северного или Арагонского фронтов также не представлялось возможным в силу изолированности первого и неорганизованности второго.
Как следствие, единственной тактикой республиканцев при сложившейся обстановке могла быть только жёсткая оборонительная тактика. В то же время командованием планировалась интенсивная подготовка новых кадров: было начато формирование 15 резервных бригад, которые предполагалось окончательно подготовить только к концу марта. Раньше этого срока рассчитывать на проведение каких-либо наступательных операций было бессмысленно.
Удар с северной и восточной сторон, впоследствии осуществлённый националистами, оказался совершенно неожиданным для республиканцев: командование республиканской армией было уверено, что наступления противника стоит ожидать с юга, поэтому Гвадалахарский район представлял собой сравнительно безопасную зону: здесь не велись инженерные работы, не осуществлялось минирование.

### Националисты
После третьей неудачной попытки наступления на Мадрид националисты, тем не менее, продолжали рассматривать мадридское направление как приоритетное. Четвёртое наступление, спланированное в штабе Франко, предполагало концентрическое наступление и вытекающий из него захват в клещи республиканских армий, защищавших Мадрид, вокруг столицы, и их уничтожение. Однако к марту 1937 года, несмотря на недавнюю победу в битве при Хараме, марокканские части националистов — авангард франкистских сил на Центральном фронте — были истощены и почти обескровлены, не имея возможности воевать в полную силу.
Тем не менее, положение националистов на начало марта 1937 года складывалось как нельзя лучше. За счёт захвата Малаги главному командованию националистических войск удалось освободить не менее 15 000 человек вследствие сокращения фронта. Кроме того, в распоряжении Франко находился итальянский экспедиционный корпус. Он не принимал участие в харамских боях, и итальянские солдаты были, напротив, воодушевлены и полны оптимизма после успешного захвата Малаги. Итальянский диктатор Бенито Муссолини, ознакомившись с планом командования националистов, одобрил его и согласился выделить часть итальянских войск для поддержки в его исполнении. В конечном итоге к началу марта националисты располагали свободными резервами силой около 40 000 человек, что позволяло им рассчитывать на успех.

Командующий итальянскими частями генерал Марио Роатта планировал направить свои силы к северо-западу от Мадрида. После прибытия националистического корпуса «Мадрид» и его дислокации на реке Харама им предполагалось одновременно начать наступление и

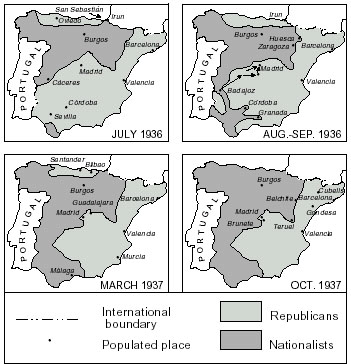
Слева снизу: территория, контролируемая республиканцами к марту 1937 года. Гвадалахара отмечена

 штурм испанской столицы. Итальянским войскам отводилась главная роль в предстоящем сражении. Действия же испанской дивизии «Сориа», сильно себя не проявившей в последующих боевых действиях, изначально имели второстепенное значение. Выбор Гвадалахары в качестве предполагаемого места сражения объяснялся тем, что дороги, достаточно подходящие для передвижения военной техники и ведущие в направлении Мадрида, пролегали через этот город, обеспечивая возможность его захвата.

## Соотношение сил
В общей сложности, подразумевая весь Центральный фронт, республиканцы имели почти полуторное превосходство в живой силе и существенный перевес в количестве танков и авиации, однако значительно уступали вражеским войскам в технике, а особенно артиллерии.
Республиканские силы в районе Гвадалахара состояли из одной 12-й отдельной испанской дивизии под командованием полковника Лакалье. Под его командованием было 10 000 солдат с 5 900 винтовками, 85 пулемётами и 15 орудиями. Сюда же было направлено несколько танков Т-26.
Силы националистов с 60 000 солдат, 222 орудиями, 108 танкетками L3/33 и L3/35, 32 бронемашинами и пулемётами на мотоциклах, 3685 автомобилями и 60 истребителями Fiat CR.32. Итальянские силы были предварительно перегруппированы.
Местность, охваченная боями в ходе Гвадалахарской операции, была гористой и сильно пересечённой, с множеством мелких горных речек и ручейков с крутыми берегами. Дорог и хороших рокадных путей по линии Гвадалахары в этом районе почти не было. В то же время южнее Гвадалахары, где местность была менее пересечённой, была более густая сеть дорог, что давало возможность республиканцам маневрировать крупными силами.

## Итальянское наступление

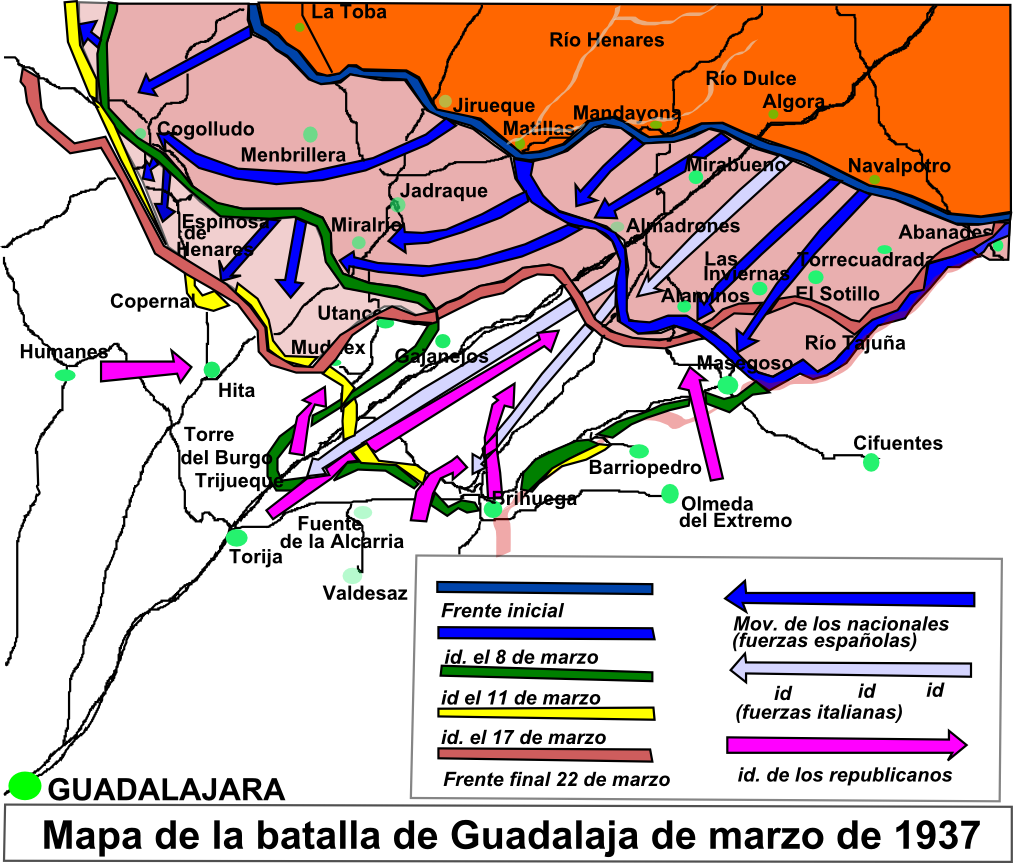
Карта битвы под Гвадалахарой 8—22 марта 1937 года

### Первый этап. 8—12 марта

#### 8 марта

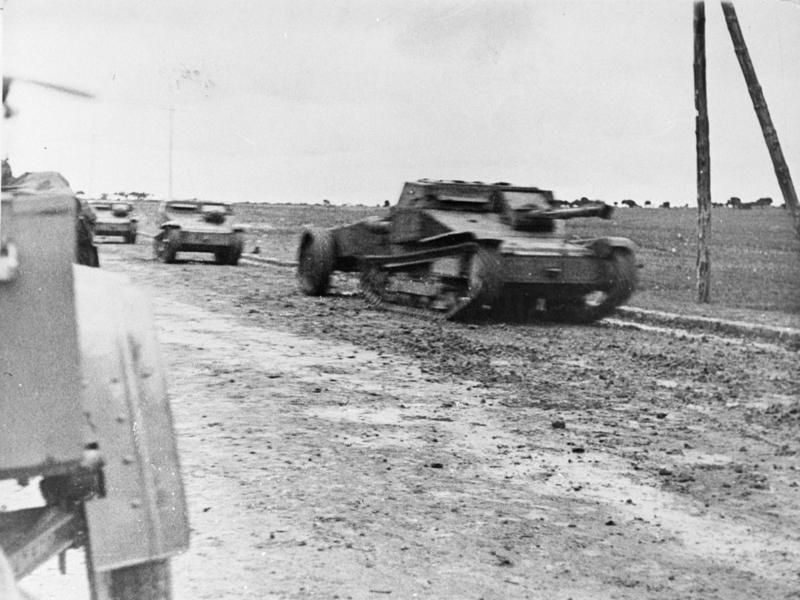
Итальянские танкетки следуют за огнемётным танком (на переднем плане) по дороге на Гвадалахару

8 марта после короткой артподготовки итальянцы перешли в наступление. В первом эшелоне итальянских войск была добровольческая 2-я дивизия «Чёрное пламя», наступавшая тремя колоннами. Первая колонна двигалась вдоль шоссе, вторая — наступала на города Аламинос и Хонтанарес, а третья — на Сотильо и Масегосо. Перед дивизией была поставлена задача: прорвать оборону республиканцев и выйти на линию Агресилья — Хонтанарес — Масегосо. По достижении этого рубежа вдоль шоссе должна была начать действовать уже 3-я дивизия, а 2-я, согласно плану, меняла направление на Бриуэгу. Несколько правее, вдоль железнодорожных путей, наступал 2-я испанская бригада.
Для республиканцев, слабые части которых были растянуты вдоль широкого фронта, наступление было неожиданным. Поддерживаемые танкетками, передовые итальянские части сумели прорвать оборону не выдержавшего удар противника, заставив его беспорядочно покидать занятые позиции. Однако на этой стадии итальянцам пришлось приостановить наступление. Главной причиной тому стали погодные условия: туман и дождь со снегом затрудняли не только скорость передвижения, но и видимость, в том числе и для военной техники. Поэтому итальянцам удалось захватить лишь 10—12 км местности, в том числе населённые пункты Мирабуэно, Аламинос и Кастехон-де-Энарес.

#### 9 марта
На следующий день итальянцы продолжили наседать на позиции республиканцев, преследуя отступающие части последних. В 13:00 два батальона 50-й бригады попытались остановить наступление противника на участке Велья-Каханехос, но были оттеснены к реке Трихуэке. Остальные подразделения бригады отступили без боя. Группа националистов под командованием генерала Москардо силой около 6 000 человек смяла 48-ю бригаду, отбросив её к югу.
Около полудня на помощь республиканцам пришла 11-я интербригада в составе нескольких батальонов (в том числе имени Э. Тельмана (Германия) и имени Парижской коммуны (Франция), в основном, немецких, французских и балканских — все они были спешно сняты с харамского участка. Итальянцы тем временем продвинулись до 15—18 км и заняли города Альмадронес, Когольор, Масегосо. К вечеру они достигли пригородов Бриуэги, где временно остановились в ожидании расширения прорыва в республиканской обороне. Этот перерыв, по сути, несовместимый с тактикой блицкрига, был необходим при данных обстоятельствах — после двухдневного наступления солдаты нуждались в отдыхе.
К концу дня, получив подкрепление и перегруппировавшись, силы Республиканской армии состояли из 11-й интербригады, двух артиллерийских батарей и двух пехотных рот, позаимствованных у 49-й бригады 12-й дивизии. Всего в них было: 1 850 солдат с 1 600 винтовками, 34 военных машин, 6 пушек и 5 танков. Полковнику Энрике Хурадо, принявшему командование этими силами, было приказано сформировать новый, 4-й корпус, на участке Мадрид—Сарагоса.

#### 10 марта
Наутро республиканцы получили новые подкрепления: 12-ю интербригаду (два батальона: имени Я. Домбровского и Д. Гарибальди), три артиллерийские батареи, а также танковый батальон. Теперь республиканские войска насчитывали 4350 солдат, 8 миномётов, 16 пушки и 26 легких танков. Обе бригады сосредоточились на фронте Бриуэга—Трихуэке.

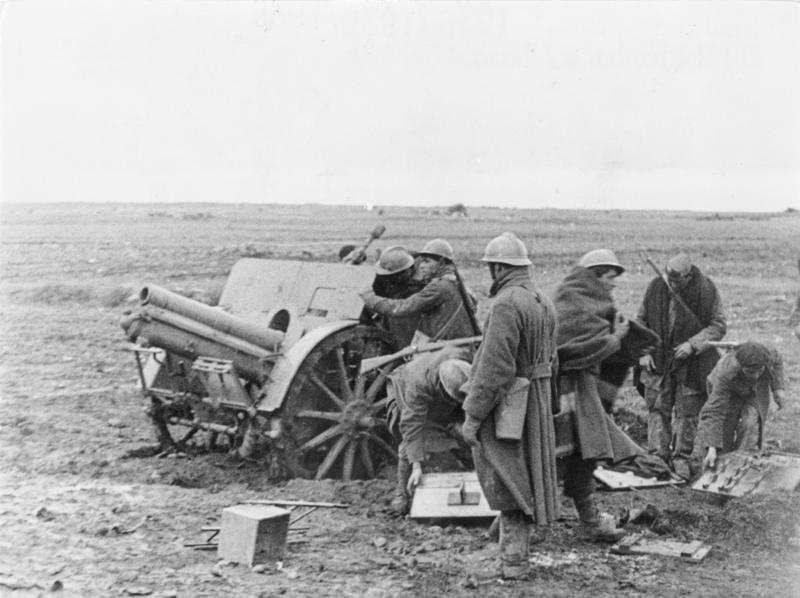
Франкистское орудие (предп. Obice da 100/17 modelo 14) в сражении при Гвадалахаре

Националисты, не ожидавшие серьёзного сопротивления со стороны республиканцев, пытались продолжить наступление, но только передовыми частями, при этом не вводя в атаку главных сил. Утром, совместно с ударами тяжёлой артиллерии и воздушными бомбардировками, итальянские войска атаковали части 11-й интербригады. В этот момент они имели колоссальный численный перевес, насчитывая 26 000 солдат, 900 пулемётов, 130 танков и большое количество пушек. Националисты захватили города Миральрио и — окончательно — Бриуэгу. Последний город достался им практически без боя.
Итальянские атаки на обе интернациональные бригады республиканцев продолжались в течение дня, но без особого успеха: с помощью коротких танковых контратак и огнём интербригадам удалось оказать противнику существенное сопротивление. Это заставило итальянское командование прибегнуть к развёртыванию главных сил.
В Торихе итальянские части встретились со сражавшимся на стороне республиканцев итальянским батальоном имени Гарибальди. Во время перестрелки представители батальона попытались склонить итальянских солдат к переходу на сторону республиканцев, но этого не произошло. Атаки, продолжавшиеся весь день, прекратились только к вечеру, и итальянские войска занялись постройкой оборонительных укреплений.
В конце дня командир 12-й республиканской дивизии полковник Лакалье подал в отставку. Официально по состоянию здоровья, но истинной причиной, вероятно, стала обида на командование, уделившее большее внимание полковнику Хурадо. Командование 12-й интербригадой поручено итальянскому коммунисту Нино Нанетти.

#### 11 марта
К утру итальянские части возобновили наступление вдоль сарагосского шоссе на Трихуэке и от Бриуэги на Фуэнтес-ла-Алкария. Они добились некоторого успеха в наступлении на позиции 11-й и 12-й интербригад, вынудив их к отступлению на юг по главной дороге. Итальянский авангард остановлен в около 3 км от города Ториха. В это время в сражение вступила франкистская дивизия «Сориа», возглавляемая Москардо, овладевшая городами Хита и Торре-дель-Бурго.
В течение дня интербригады с большими усилиями сдерживали вражеские атаки, которым за день в направлении удара удалось развернуть не менее двух дивизий. Это обеспокоило республиканское командование, в ночь с 11 на 12 марта решившее о переброске на гвадалахарский участок ещё пяти бригад и танкового батальона.

#### 12 марта
День 12 марта был кризисным для республиканцев. С утра противник развернул наступление по всему фронту, а республиканское командование, в свою очередь, могло ввести в бой свежие части только к концу дня. Одна из итальянских дивизий, наступавшей от Бриуэги против правого фланга 12-й интербригады, теснила её к западу, создавая угрозу обхода вдоль реки Тахунья. Для обеспечения правого фланга республиканцам пришлось перебрасывать один батальон 68-й бригады. С трудом отбивая атаки противника, батальоны 12-й интербригады все ещё удерживали равновесие на обоих флангах.
У 11-й интербригады дела хуже. Противник, сосредоточивший против неё большое количество артиллерии, при поддержке огнемётных танков прорвал фронт бригады, развив удар вдоль шоссе на Трихуэке. Для восстановления баланса сюда были переброшены 2-й батальон 68-й бригады из Фуэнтеса и 1-й батальон бригады Листера с харамского участка.

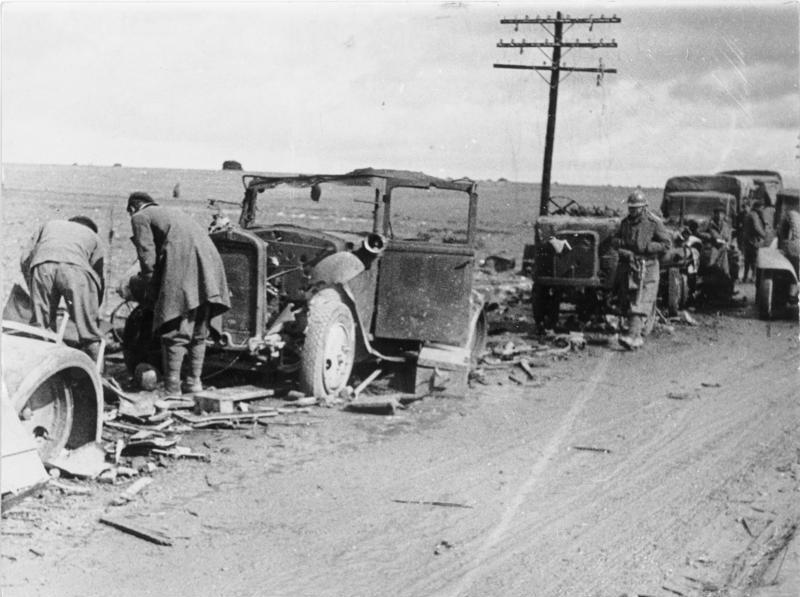
Разбитая итальянская техника

В полдень республиканские силы, возглавляемые Энрике Листером, приступили к контратаке. Их поддержку с воздуха осуществляли самолёты республиканских ВВС, сосредоточенных на военном аэродроме Альбасете. В отличие от итальянских самолётов, располагавшихся на залитых дождями грунтовых аэродромах и к тому же уступавших по численности, республиканские размещались на аэродроме с бетонной взлётно-посадочной полосой. Авиация сыграла большую роль в предстоящем успехе республиканских сил: во второй половине дня самолёты сделали 142 вылета, атакуя автоколонны противника, двигавшиеся по шоссе. Это позволило помешать развёртыванию одной из итальянских дивизий. Всего же на 12 марта итальянцам удалось ввести в бой около двух дивизий.
После авианалётов на итальянские позиции пехотные части республиканцев, сопровождаемые танками Т-26, перешли в наступление. Несколько итальянских танкеток, застряв в грязи, стали мишенью для республиканских войск и так были утеряны. Итальянцы были вынуждены отступить на несколько километров.

### Второй этап. 13—17 марта

#### 13 марта
К утру 13 марта бригада Листера и батальон танков сосредоточились севернее Торихи, куда была стянута вся 68-я бригада. В первой половине дня итальянские войска занялись перегруппировкой, выдвигая к Трихуэке одну из дивизий второго эшелона. Использовав эту заминку, республиканцы перешли в наступление. Контратака частей 68-й бригады и бригады Листера на Трихуэке, Каса-дель-Кабо, Паласио-де-Ибарра была начата с некоторым успехом. На этом направлении по дороге на Сарагосу сосредоточились 11-я дивизия Листера и все танковые подразделения. В это же время 14-я дивизия под командованием Мера пересекла реку Тахуния, чтобы атаковать итальянцев в Бриуэге. Итальянцы были заранее предупреждены, что нападение может произойти, но все советы начальника оперативного отдела националистов, полковника Баррозу, были ими проигнорированы. Мера почти удалось форсировать Тахунию, но местные члены НКТ сообщили ему, где находится ближайший мост, и река была пересечена более удобным способом.
Поздно вечером после упорного боя республиканцы заняли Трихуэку, захватив 8 орудий и около 50 пулемётов итальянцев. Итальянский полк, оборонявший город, понёс заметные потери и отошёл, закрепившись к северу от Трихуэки.

#### 14—17 марта

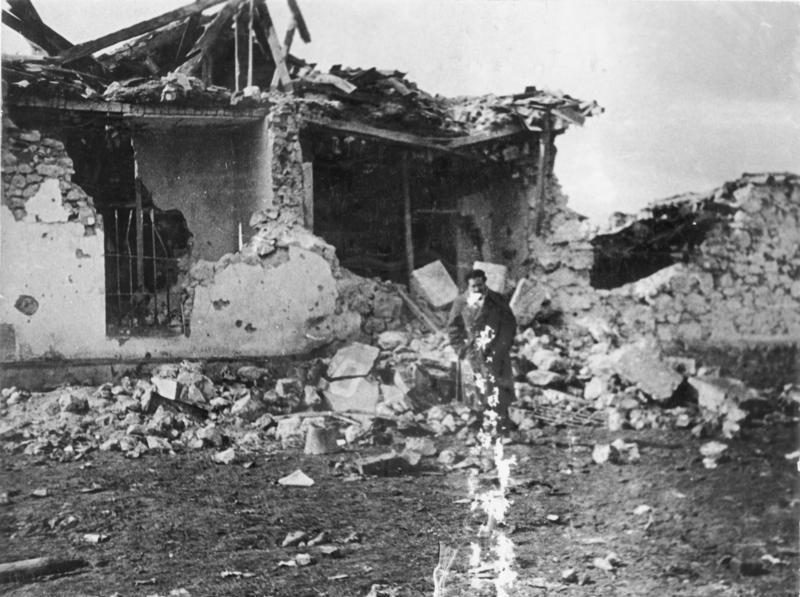
Здание, разрушенное во время гвадалахарских боёв

В период с 14 по 17 марта на всем фронте продолжались упорные бои. 14 марта солдаты большинства республиканских пехотных частей отдыхали, пока авиация проводила успешные атаки, нанося урон итальянцам. Одна из интербригад овладела Паласио-де-Ибарра. В последующие два дня республиканцы перераспределили свои силы. Всего на тот момент они состояли из примерно 20 000 солдат, 17 миномётов, 28 пушек, 60 лёгких танков и 70 самолётов.
Итало-националистические объединённые силы состояли из 45 000 солдат, 70 миномётов, 200 орудий, 80 танкеток L3, и 50 самолётов. 15 марта они атаковали батальоны 11-й интербригады, но республиканцам, вовремя задействовавшим резервы, удалось отбить эту атаку. День 16 марта обернулся для республиканских войск ещё более удачным: 12-я интербригада добилась некоторых успехов в районе Паласио-де-Ибарра, а 35-я передовая бригада заняла Вальдеаренас.
В ходе боёв 14—17 марта республиканцам удалось подтянуть на гвадалахарский участок 65-ю, 70-ю и 71-ю бригады. К 17 марта инициатива полностью перешла к ним. Итальянцы, понесшие немалые потери из-за авиационных ударов республиканцев, были вынуждены перейти к оборонительной тактике. 2-я дивизия «Чёрное пламя» была выведена из боёв для приведения в порядок, и на её место выдвинута дивизия «Божья воля», получившая задачу прочно оборонять район Бриуэги.

### Третий этап. 18—23 марта

#### 18 марта
К 18 марта ситуация на гвадалахарском участке складывалась таким образом, что республиканцам удалось добиться численности войск, почти равной той, которой располагали националисты. Это позволило им организовать наступление на Бриуэгу. В авангарде республиканских сил была 11-я дивизия, также поддерживаемая частями 14-й дивизии.
В 14:00, без артподготовки, республиканцы начали наступление. Республиканская авиация из 75 самолётов в это время бомбила позиции и резервы противника.
На рассвете республиканский командир Сиприано Мера с 14-й дивизией по понтонному мосту переправился через реку Тахунью. Передвижение республиканцев затрудняли погодные условия: дороги были значительно размыты после выпавшего ночью снега. Только после полудня погода улучшилась достаточно, чтобы позволить республиканским ВВС возобновить боевые действия в воздухе. Примерно в 13:30 Хурадо отдал приказ атаковать противника. Части под командованием Листера, двинувшиеся в атаку, были задержаны итальянской дивизией Литторио — одним из лучших итальянских соединений в Испании. Однако 14-й республиканской дивизии удалось взять Бриуэгу в окружение, обратив большинство итальянцев в бегство. Сопротивление оставшихся итальянских солдат было подавлено бойцами 11-й интербригады. Так итальянская контратака на позиции республиканцев не увенчалась успехом. Более того, лишь благодаря успешным действиям дивизии Литторио итальянцам удалось избежать полного разгрома.

#### 19—23 марта
В период с 19 по 23 марта войска республиканцев отбили у националистов города Гаханехос и Вильявисьоса-де-Тахуния. В конечном итоге им было приказано остановиться на линии Вальдеаренас—Леданка—Гонтанарес ввиду возникновения угрозы переброски националистами резервов для подавления их продвижения. Несмотря на это, окончательная победа в Гвадалахарском сражении осталась за республиканцами.

## Выводы

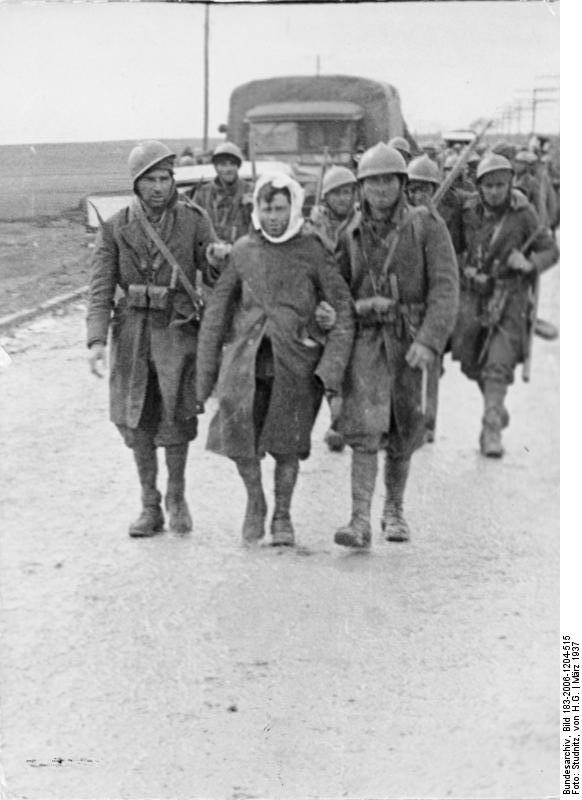
Итальянцы под Гвадалахарой

Мартовское наступление националистов на Гвадалахару стало одним из наиболее критических эпизодов войны для республиканцев: вся мадридско-гвадаррамская группировка подвергалась угрозе полного уничтожения. Однако, несмотря на выбор выгодного направления удара и первоначальное численное превосходство, франкисты и итальянцы потерпели серьёзное поражение. Итальянскому экспедиционному корпусу, принявшему на себя основные удары в гвадалахарских боях, это поражение стоило двух месяцев реабилитации.
Главной причиной неуспеха националистов стали серьёзные ошибки, допущенные их главным командованием: наступление на Гвадалахару оказалось слишком запоздалым — к моменту его начала республиканцы уже успели вывести в резерв харамского участка 6 боеспособных бригад. Кроме того, на исходе сражения сказалась плохая организация наступления итальянцев: корпус, сопровождаемый большими автоколоннами, наступал на узком фронте по двум дорогам, за счёт чего представлял собой отличную цель для многочисленной республиканской авиации, наносившей по итальянцам серьёзные удары.
Крупной ошибкой стал и отход 18 марта, предпринятый итальянским командованием. Невзирая на общее оперативное преимущество, оно посчитало нужным приказать войскам отступить после захвата республиканцами Бриуэги.
Что касается республиканцев, то успех в Гвадалахарской операции, проведённой республиканскими войсками на Центральном фронте, оказал существенное влияние на настроения республиканских солдат, поднял моральное состояние в войсках. Оборонительная тактика, до сих пор имевшая место со стороны республиканских сил Центрального фронта, перестала быть актуальна. Кроме того, победа под Гвадалахарой позволила командованию республиканцев перебросить часть резервов на другие участки фронта, тем самым стабилизировав общую обстановку в подконтрольной им части Испании и восстановив нормальный баланс сил на всех республиканских фронтах.